# Romà Alís Flores
Romà Alís i Flores (Palma, 24 d'agost de 1931 - Madrid, 29 d'octubre de 2006) fou compositor i pianista mallorquí, reconegut també per la seva carrera com a crític musical, docent i director tant de cors com d'orquestres.

## Biografia
Romà Alís es formà al Conservatori Superior Municipal de Barcelona, on estudià piano, composició i direcció d'orquestra amb mestres com Rafael Gálvez, Lluís Millet, Joan Pich Santasusana, Joaquim Zamacois, Eduard Toldrà i Joan Gibert, completant més endavant la seva formació a Ginebra. Un cop es diplomà, exercí càrrecs musicals a Barcelona, Sevilla i Madrid, on des de 1971 fou catedràtic de composició al Reial Conservatori Superior de Música. També impartí classes de contrapunt i fuga al Conservatori Superior de Sevilla, on formà nombroses figures destacades del panorama musical espanyol contemporani.
Treballà com a pianista, arranjador, director de cors i orquestres, crític musical i comentarista a ràdio i televisió. Col·laborà amb institucions de prestigi com l'Orquestra Nacional d'Espanya, l'Orquestra Ciutat de Barcelona i la Setmana de Música Religiosa de Conca. Al llarg de la seva carrera, fou guardonat amb premis com el Divonne-les-Bains (1961), el Premi Alemany i Vall (1965) i el Premi UNDA (1975).

## Obra
Amb més de dues-centes composicions, la producció d'Alís fou extremadament diversa, incloent música per a orquestra, cor, piano, cinema, televisió, teatre i ballet. Entre les seves obres més destacades es troben:
- Salmos cósmicos, op. 80, per a quatre cors i dues orquestres (1969)
- Jesucrist al desert. Primera temptació, op. 141, oratori (1985)
- Homenatge a Antoni Gaudí, op. 149, càntic simfònic (1987)

El seu estil destacà per l'ús un llenguatge aparentment lliure en el qual combinà tonalitat, atonalitat i cromatisme, però sempre amb una estructura coherent i gran sensibilitat. Alhora, reflectí influències del romanticisme, impressionisme i altres elements contemporanis. Les seves composicions foren interpretades a festivals internacionals i enregistrades per emissores com Ràdio Nacional d'Espanya i Ràdio Ginebra.